# 圣基尔达 (维多利亚州)
圣基尔达（英語：St Kilda）是澳大利亚维多利亚州墨尔本的一个海滨内郊区，位于墨尔本市中心东南6公里，所属地方政府区域为菲利普港市。2016年，人口 20,230人。
圣基尔达由当时的菲利普港区长官查尔斯·拉特洛布命名，得名于1842年初停泊于海滩的一艘双桅纵帆船“圣基尔达夫人号”（Lady of St Kilda）。在维多利亚时代，圣基尔达成为墨尔本精英阶层青睐的郊区，沿着山丘和海滨，修建了许多宏伟的豪宅。进入20世纪，圣基尔达海滩成为墨尔本最受欢迎的游乐场，有轨电车将郊区与海滨游乐设施、舞厅、电影院和咖啡馆连接起来，人群蜂拥至圣基尔达海滩。许多豪宅变成了酒店，花园里建满了公寓，使圣基尔达成为墨尔本人口最稠密的郊区。
第二次世界大战后，圣基尔达成为墨尔本的红灯区，酒店变成了低成本的宿舍。到20世纪60年代末，圣基尔达发展了波希米亞主義文化，吸引了杰出的艺术家和音乐家，包括朋克和 LGBT亚文化中的艺术家和音乐家。尽管这些群体在圣基尔达仍然存在，但自2000年代以来，该地区经历了快速的绅士化，将许多较低的社会经济群体推向了其他地区，郊区再次受到富人的追捧。至少从20世纪50年代开始，这个郊区就一直是墨尔本犹太人社区的轴心。
圣基尔达是墨尔本许多旅游景点的所在地，包括月亮公园（Luna Park）、圣基尔达码头（St Kilda Pier）、皇宫剧院（Palais Theatre）和滨海酒店（Esplanade Hotel）。墨尔本的许多大型活动和节日在此举办。

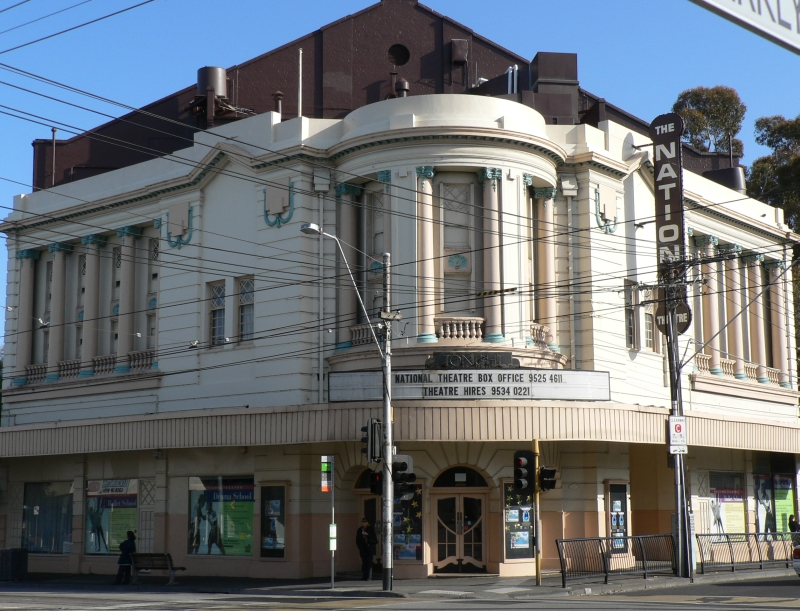
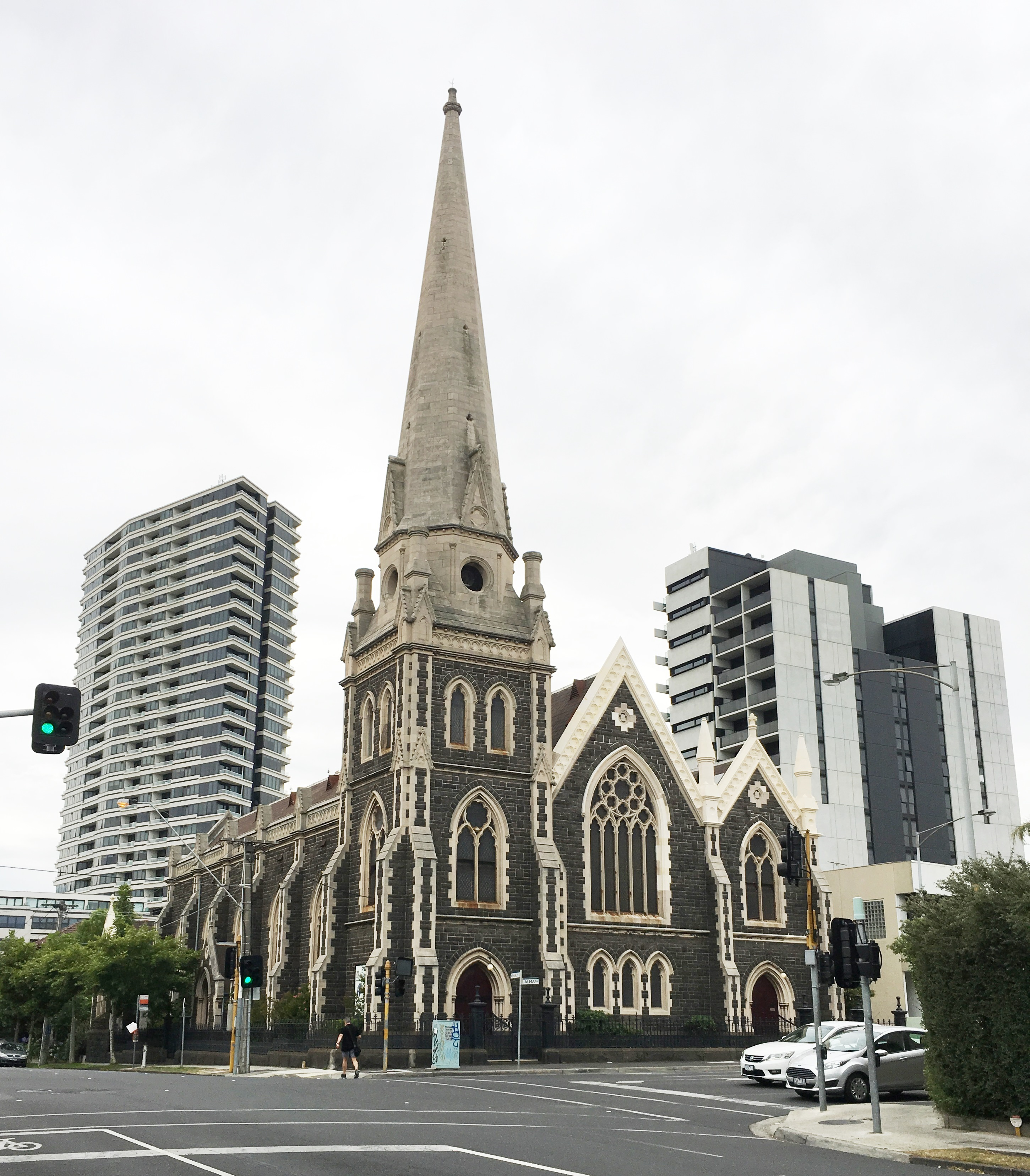
圣基尔达长老会教堂
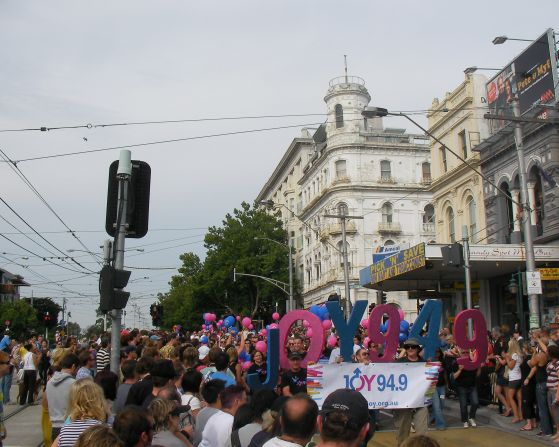
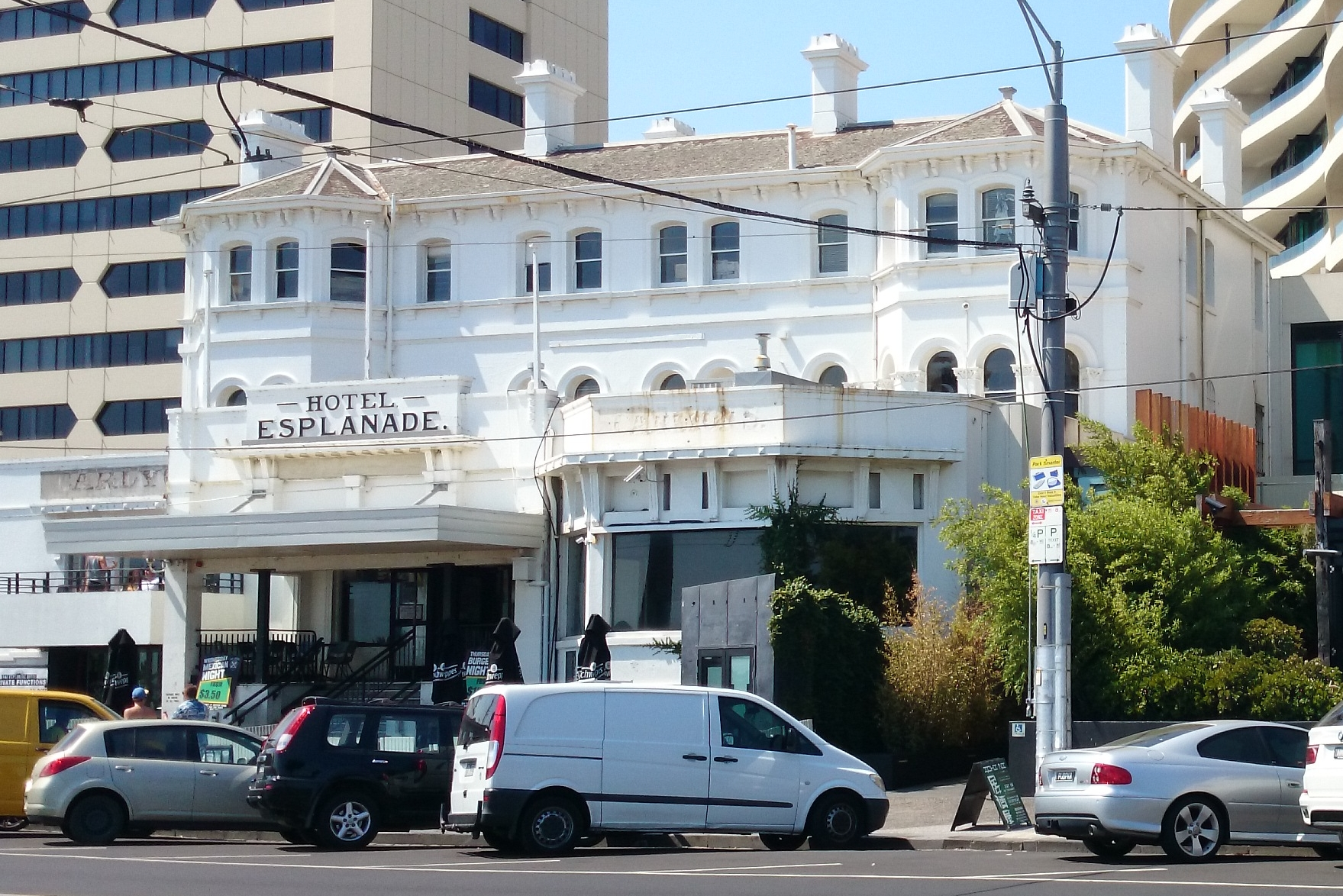
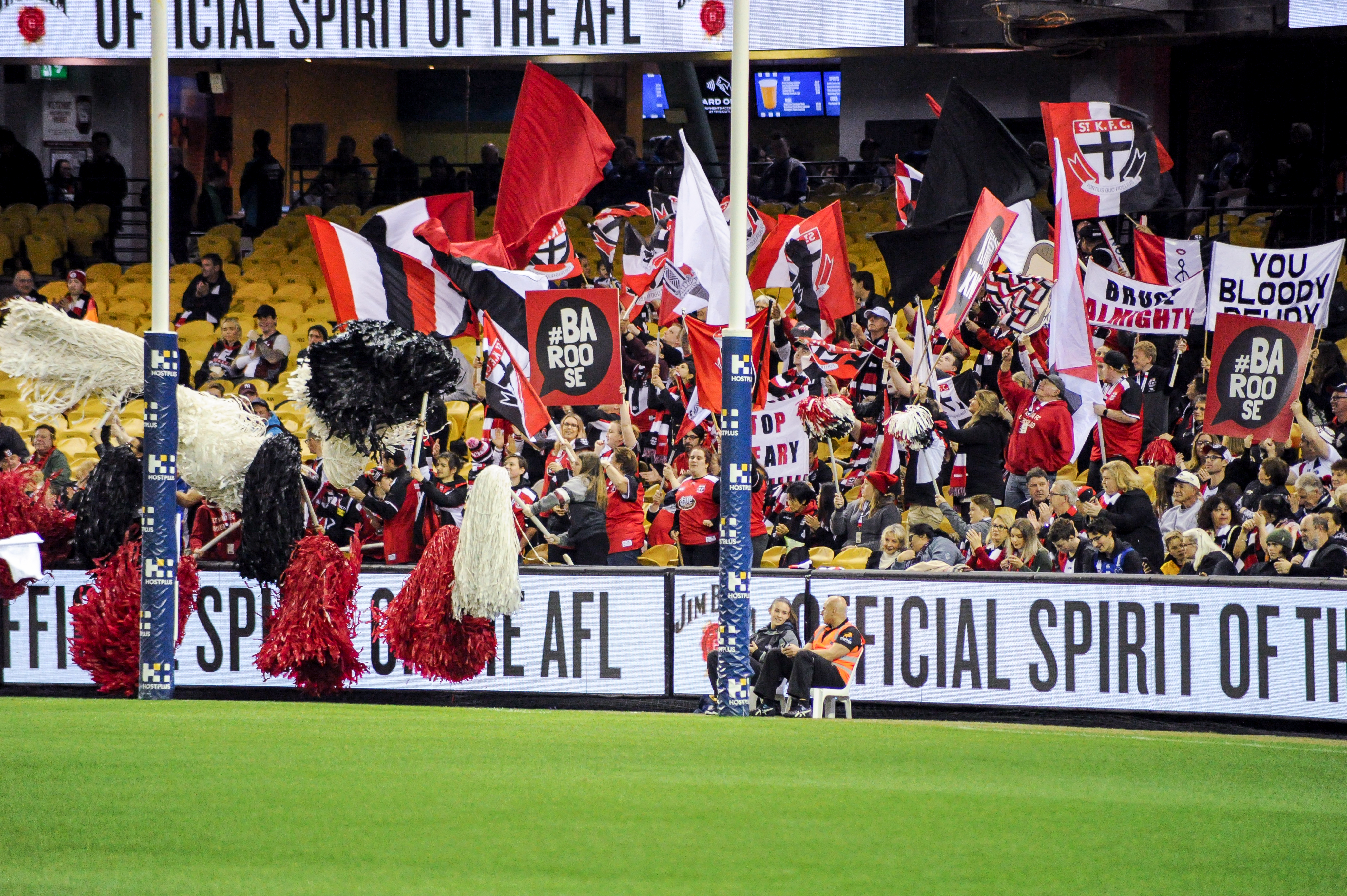
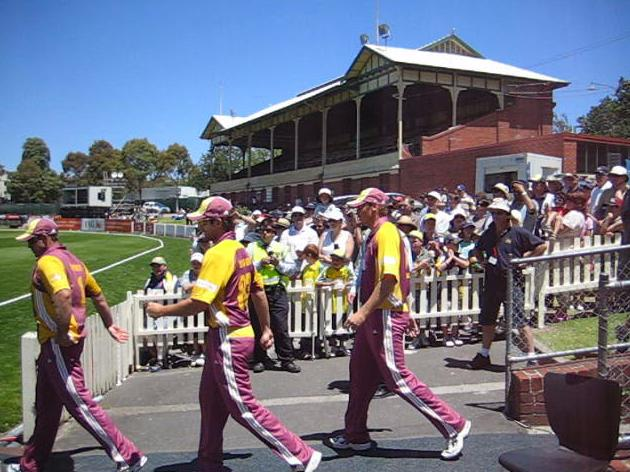
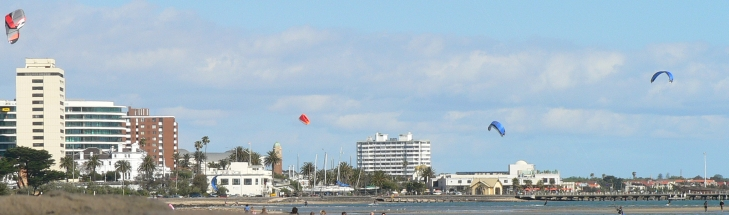
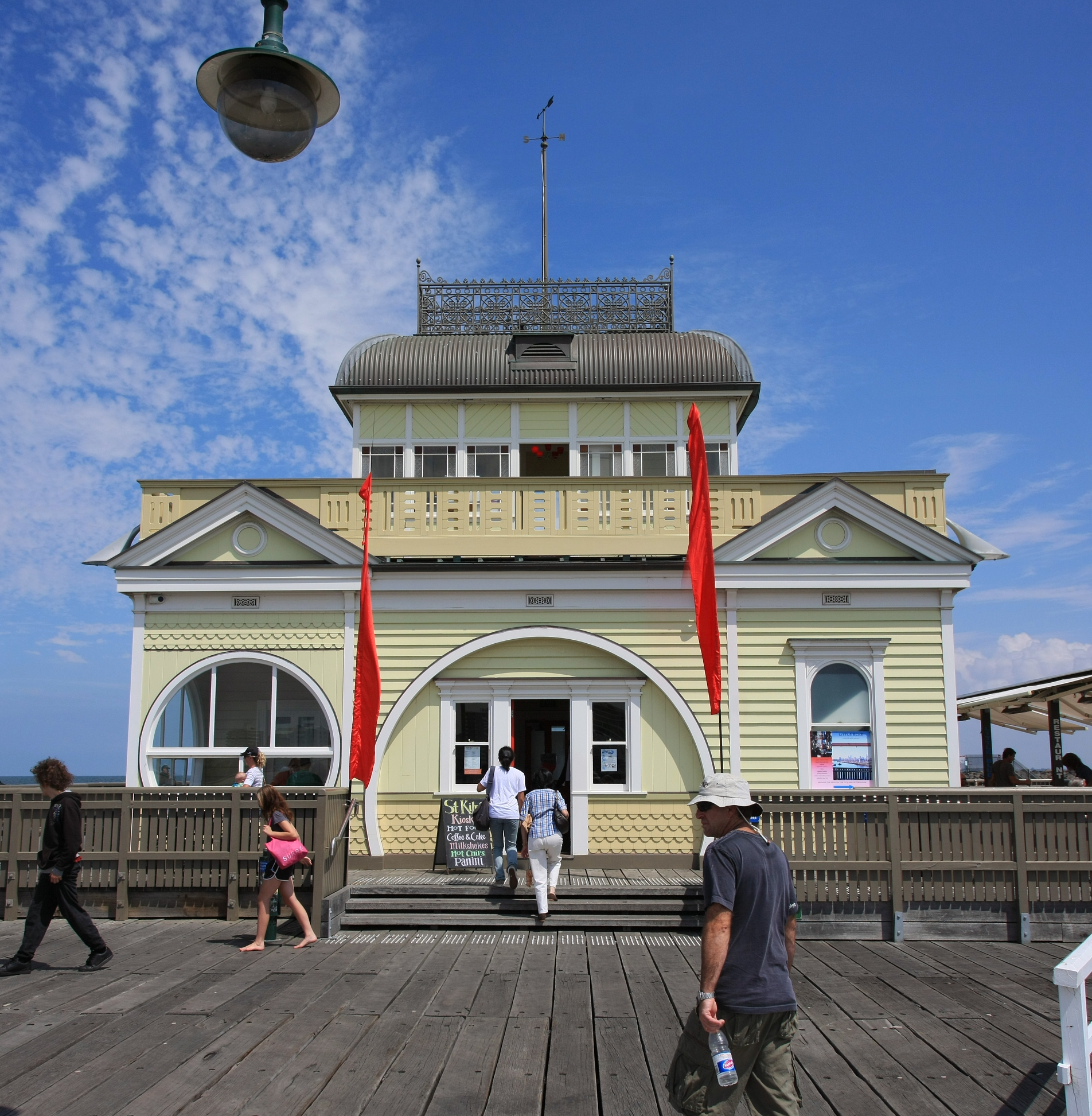
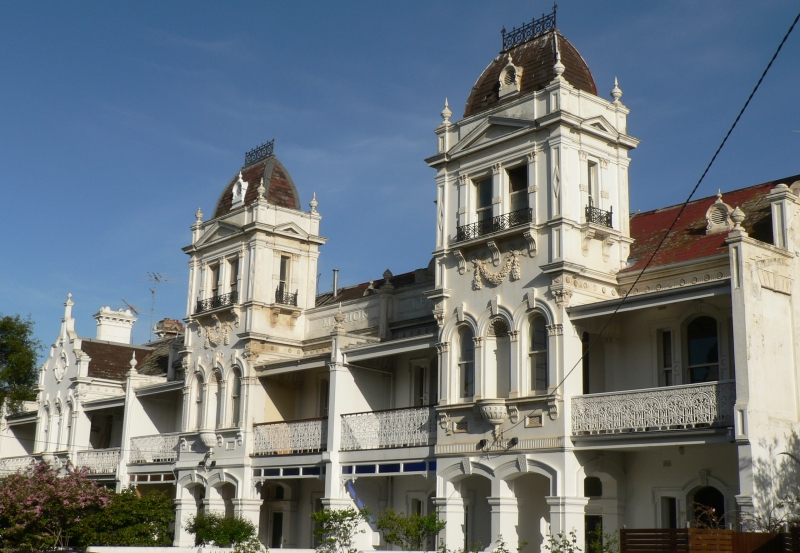
Marion Terrace
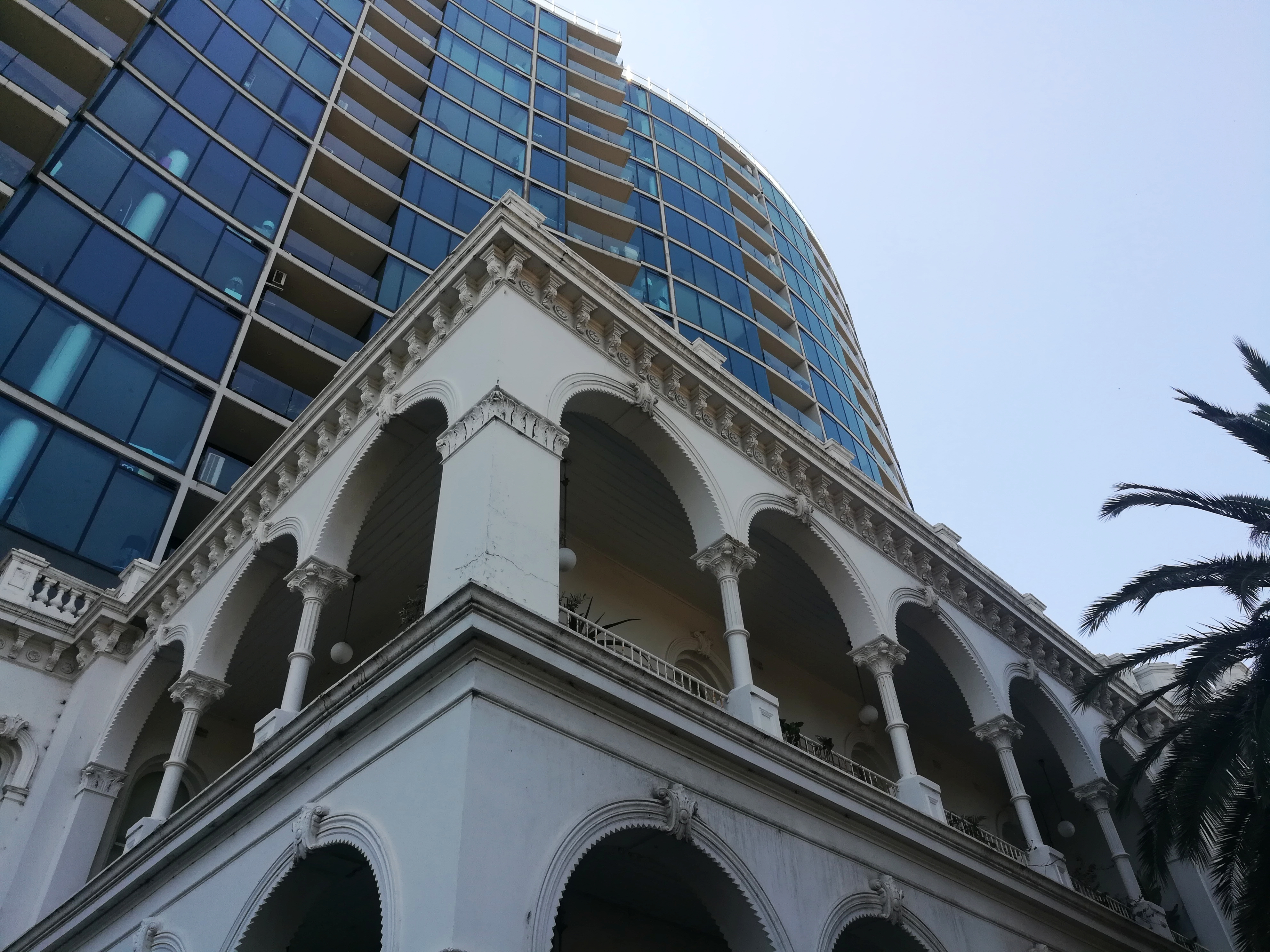